# Afrikaanse Spelen 2015
De elfde editie van de Afrikaanse Spelen werden gehouden van 4 tot en met 19 september 2015 in Brazzaville in de Republiek Congo.

## Deelnemende landen
Aanvankelijk zouden atleten uit de Westelijke Sahara (Arabische Democratische Republiek Sahara) voor het eerst deelnemen aan de Afrikaanse Spelen, maar omdat dit land niet is aangesloten bij internationale sportfederaties besloot het organisatieteam van de elfde Afrikaanse Spelen dat de atleten uit de Westelijke Sahara niet konden deelnemen. Uiteindelijk namen sporters uit 53 landen deel aan deze spelen.
| Algerije Angola Benin Botswana Burkina Faso Burundi Centraal-Afrikaanse Republiek Comoren Congo-Brazzaville Congo-Kinshasa Djibouti | Egypte Equatoriaal-Guinea Eritrea Ethiopië Gabon Gambia Ghana Guinee Guinee-Bissau Ivoorkust Kaapverdië | Kameroen Kenia Lesotho Liberia Libië Madagaskar Malawi Mali Mauritanië Mauritius Mozambique | Namibië Niger Nigeria Oeganda Rwanda Sao Tomé en Principe Senegal Seychellen Sierra Leone Somalië Soedan | Swaziland Tanzania Togo Tsjaad Tunesië Zambia Zimbabwe Zuid-Afrika Zuid-Soedan |

## Sporten
| Atletiek Badminton Basketbal Beachvolleybal Boksen | Gewichtheffen Gymnastiek Handbal Judo Karate | Petanque Schermen Taekwondo Tafeltennis Tennis | Voetbal Volleybal Wielersport Worstelen Zwemmen |

1965 ·
1973 ·
1978 ·
1987 ·
1991 ·
1995 ·
1999 ·
2003 ·
2007 ·
2011 ·
2015 ·
2019 ·
2023 ·
2027